# 才藤大芽
才藤 大芽（さいとう たいが、1991年 - ）は、日本のマジシャン。宮崎県出身。旧芸名：鈴木大河。

## 人物
京都大学工学部卒業のマジシャン。学生時代に奇術研究会に入会し、マジックと出会う。同会引退後は独学でマジックの研究を続け、韓国に留学。京都大学を卒業後、レストランやマジックバーなどでマジシャンとしての活動を開始する。
2018年に開催されたFISMというマジックの世界大会に日本代表選手として出場、世界７位の成績を収めた。
現在は東京を拠点に活動しており、テレビ出演やイベント出演などで活躍。Youtubeチャンネルも開設している。

## 来歴
数種のマジックコンテストに参加。2015年にマジックポットコンベンション においてTMA特別賞を受賞し、2016年には中部ワンデーコンベンションで3位に輝く。2017年2月、マジックファンミーティングFISM代表選考会ではBIMF特別賞を受賞、同時にFISM ASIAへの出場権を獲得。
2017年には台湾で開催されるマジックマジックコンベンション「TMA」に招待選手として出場。TMA特別賞・アレクサンダー特別賞を受賞した。また、世界大会FISMのアジア予選「FISM ASIA」で上位５名に入りFISM本選の出場権を獲得。
2018年には世界大会「FISM」に出場。才藤は最も観客の多い最終日の出場だった。不運にも会場の機材トラブルが相次ぎ、出番中に照明が真っ暗になってしまい才藤は最後まで演技を披露することが出来なかった。このことは自身が登壇したレクチャーイベントの中で「今勝つべきではないと神が判断したんじゃないかな」と振り返っている。結果として、才藤は７位の点数がついた。
同年、プロマジシャンとしての活動も活発に行っており、「Magic Session」への出演や日韓ツアーマジックショー「Mystic」の企画・出演などを担った。ちなみに、世界大会FISMのあと一番最初に来た出演依頼は「無人島でのマジックショー」だった。
その後、上京し高橋匠・KiLaなどが在籍する魔法ダイニングバーOSMANDに定期出演を始める。
2020年には緒川集人のプロデュースでMr.ミステリアスという役でラスベガスのマジックの祭典「MAGIC LIVE」に出演。
2021年にはJapan National Championship of Magic で優勝。日本一の称号を得た。
2022年には謎解きゲーム業界に参入。Tumbleweedとともに「悪魔都市ユーサマッド」「ファンタスティックマテリアル（2023年）」をプロデュースした。
2023年には「ヒルナンデス！」「ミヤネ屋」「ダウンタウンのガキの使いやあらへんで！」「チコちゃんに𠮟られる」「なんでも鑑定団」「佐藤健＆千鳥ノブよ！この謎解いてみろ！」などでメディアに出演した。
2024年にはマーダーミステリー業界に参入。「堀江貴文殺人事件」に出演。

## 出演

### テレビ番組
- 日本テレビ「ダウンタウンのガキの使いやあらへんで！」
- 日本テレビ「ヒルナンデス！」
- 読売テレビ「ミヤネ屋」
- NHK「チコちゃんに𠮟られる」
- テレビ東京「なんでも鑑定団」
- TBS「佐藤健＆千鳥ノブよ！この謎解いてみろ！」
- フジテレビ「THE マジック 日本一決定戦」
- BSフジ「THE マジックシアター」
- BS朝日「Mr.マリックからの挑戦状 神業革命！スーパー４Kマジック」
- 宮崎放送「わけもん！」
- 宮崎放送「新春特番」

### 舞台
- 演劇×参加型ミステリー 三越劇場 怪事件推理 第3弾「奇術師たちと二つの迷宮」【眠り姫編】【隠れ姫編】（2025年3月8日・9日、三越劇場）[10]